# フリッツ・フォン・オペル

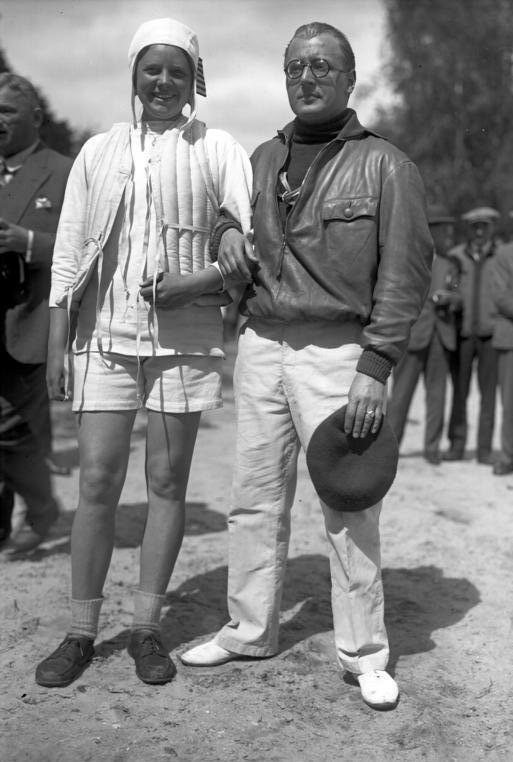
右がフリッツ・フォン・オペル

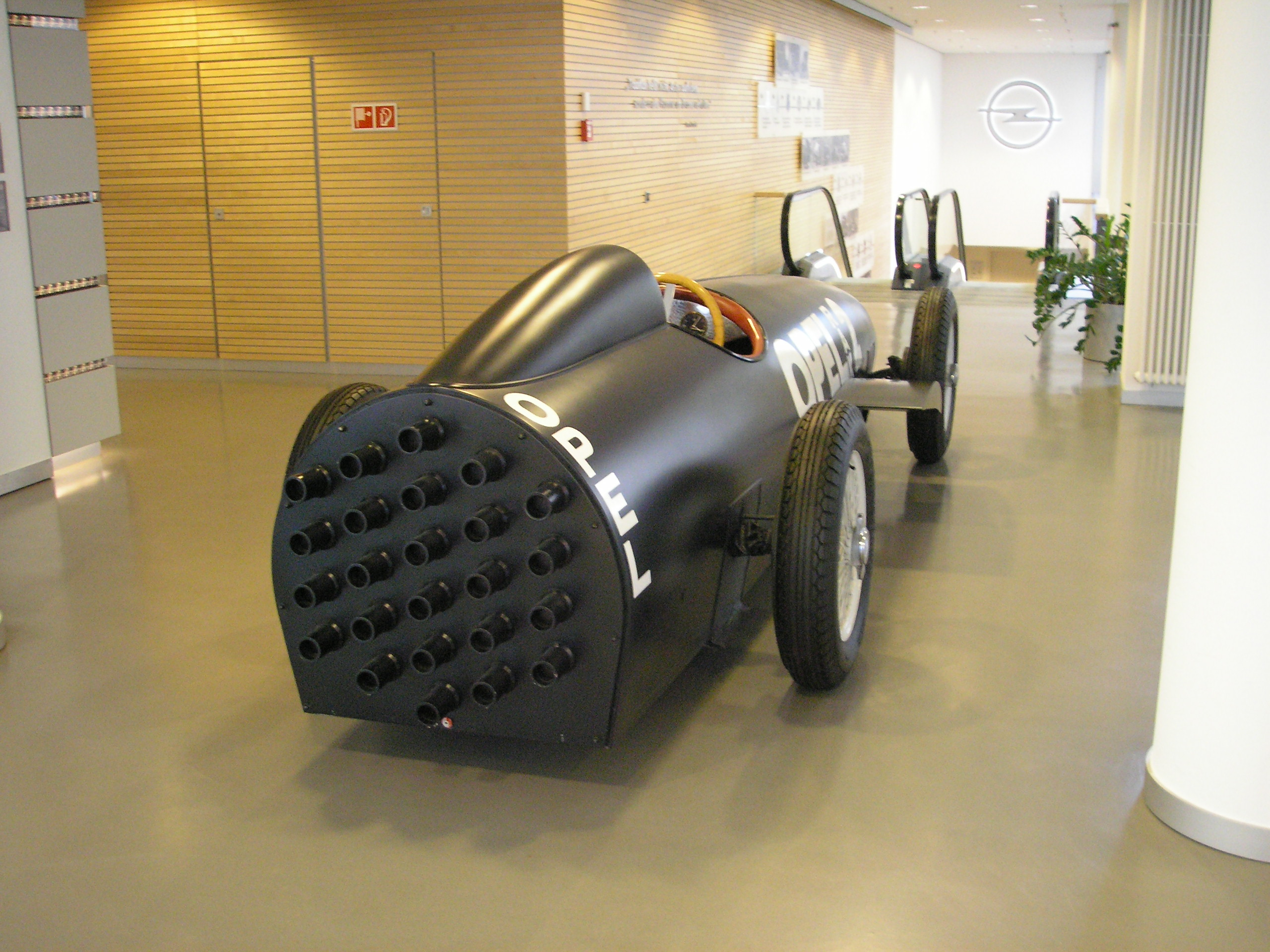
ロケット自動車”"RAK2"

フリッツ・フォン・オペル（Fritz Adam Hermann von Opel 、1889年5月4日 - 1971年4月8日）は、ドイツの自動車会社オペルの創立者アダム・オペルの孫で様々なロケット動力の乗り物を会社の宣伝のために造った。"Rocket Fritz"の異名で呼ばれた。

## 来歴・人物
リュッセルスハイムに生まれて、ダルムシュタット工科大学で学んだ。オペルのテスト部門の部長になり、宣伝の仕事も行なった。1920年代にロケットによるスタントを宣伝に使うことに興味を持って、新設されたばかりの宇宙旅行協会（Verein für Raumschiffahrt：VfR）のマックス・ヴァリエと火薬製造者のフリードリッヒ・サンダーからのアドバイスを求めてさまざまな乗り物にロケットを取り付けた。
1928年3月15日最初のロケット動力の自動車RAK.1を試験し、最高速度75km/hを得た後、2ヶ月の内に24本の固体ロケットをつけた自動車RAK.2で230km/hのスピードに到達した。
その年アレクサンダー・リピッシュからエンテという名のグライダーを購入し、ロケットを取り付け、世界初のロケット動力の航空機を6月11日造りあげた。エンテはオペルが操縦する前に、2度目のテスト飛行で爆発したので、ユリウス・ハーティから新しい機体を購入し、再びRAK.1と命名し1929年9月30日に飛行に成功した。
その他に、機関車に30本のロケットを取り付けて254km/hのスピードに達した。
1929年にドイツを去って、スイスで没した。